# إدواردو كورديرو
إدواردو كورديرو (بالإسبانية: Eduardo Cordero) مواليد 12 سبتمبر 1921 في إيكويكو، هو لاعب كرة سلة تشيلي. مثّل منتخب بلاده. شارك في دورة الألعاب الأولمبية الصيفية سنة 1948 وسنة 1952.

## روابط خارجية
- إدواردو كورديرو على موقع الاتحاد الدولي لكرة السلة (الإنجليزية)
- إدواردو كورديرو على موقع الاتحاد الدولي لكرة السلة (الإنجليزية)
- إدواردو كورديرو على موقع الاتحاد الدولي لكرة السلة (الإنجليزية)
- إدواردو كورديرو على موقع سبورتس رفرنس (الإنجليزية)
- إدواردو كورديرو على موقع اللجنة الأولمبية الدولية (الإنجليزية)
- إدواردو كورديرو على موقع أوليمبيديا (الإنجليزية)